# Incursion sur piste

La collision de l'aéroport de Tenerife en 1977 reste l'accident le plus mortel de l'histoire de l'aéronautique.

Une incursion sur piste (aussi appelée « incursion de piste », de l'anglais « runway incursion ») est un incident au cours duquel un appareil ou un véhicule se trouve sur une piste sans y être autorisé. Un tel évènement menace la sécurité des opérations aériennes, car il crée un risque de collision entre ce véhicule et un appareil qui serait autorisé au décollage ou à l'atterrissage sur la piste en question.

## Définitions
La Federal Aviation Administration définit l'incursion sur piste comme suit : 

« Tout événement dans l'environnement des pistes d'aéroport faisant intervenir un aéronef, un véhicule, une personne ou un objet au sol qui crée un risque de collision ou entraîne une dégradation de la séparation requise par rapport à un aéronef qui décolle, qui a l'intention de décoller, qui atterrit ou qui a l'intention d’atterrir. »

Cette définition, publiée en 2007, diffère de la définition donnée par l'Organisation de l'aviation civile internationale. En effet, l'OACI définit par incursion sur piste toute présence non autorisée sur une piste, même si cela n'entraîne pas de conflit avec un appareil. Pour sa part, la FAA désigne un incident qui ne présente pas de conflit (comme un appareil qui traverse sans autorisation une piste vide) par le terme « incident de surface ».
Des systèmes de sécurité informatisés permettent de mettre en évidence le conflit pour le contrôleur aérien, qui peut ainsi ordonner l'interruption du décollage ou de l'atterrissage (remise de gaz) afin d'éviter un accident plus grave.

## Incursions de piste notoires
| Date              | Nom                                                    | Lieu                                           | Pays       | Aéronef impliqué             | Véhicule / autre aéronef               | Phase de vol | Morts               | Blessés |
| ----------------- | ------------------------------------------------------ | ---------------------------------------------- | ---------- | ---------------------------- | -------------------------------------- | ------------ | ------------------- | ------- |
| 20 décembre 1972  | Collision au sol à l'aéroport Chicago-O'Hare (en)      | Aéroport international O'Hare de Chicago       | États-Unis | Douglas DC-9                 | Convair 880                            | Décollage    | 10                  | 17      |
| 27 mars 1977      | Collision de l'aéroport de Tenerife                    | Aéroport de Tenerife-Nord                      | Espagne    | Boeing 747-200               | Boeing 747-100                         | Décollage    | 583                 | 61      |
| 11 octobre 1982   | Vol Aeroflot 3352                                      | Aéroport d'Omsk                                | Russie     | Tupolev Tu-154               | Chasse-neige                           | Atterrissage | 178 (dont 4 au sol) | 5       |
| 14 septembre 1983 | Collision au sol à l'aéroport de Guilin (en)           | Aéroport militaire de Guilin Qifengling        | Chine      | Hawker Siddeley Trident      | Iliouchine Il-28                       | Roulage      | 11                  | 21      |
| 7 décembre 1983   | Collision au sol de Madrid                             | Aéroport Adolfo-Suárez de Madrid-Barajas       | Espagne    | Boeing 727                   | Douglas DC-9                           | Décollage    | 93                  | 32      |
| 20 décembre 1983  | Vol Ozark Air Lines 650                                | Aéroport régional de Sioux Falls               | États-Unis | Douglas DC-9                 | Chasse-neige                           | Atterrissage | 1                   | 2       |
| 23 décembre 1983  | Collision au sol à l'aéroport d'Anchorage              | Aéroport international d'Anchorage Ted-Stevens | États-Unis | McDonnell Douglas DC-10-30CF | Piper PA-31-350 Navajo                 | Décollage    | 0                   | 6       |
| 2 octobre 1990    | Collision au sol à l'aéroport de Guangzhou Baiyun      | Aéroport international de Canton-Baiyun        | Chine      | Boeing 737-200               | Boeing 707-306B Boeing 757-200         | Atterrissage | 128                 | 53      |
| 3 décembre 1990   | Collision de l'aéroport de Détroit                     | Aéroport métropolitain de Détroit              | États-Unis | Boeing 727                   | Douglas DC-9                           | Décollage    | 8                   | 10      |
| 1er février 1991  | Collision au sol de Los Angeles                        | Aéroport international de Los Angeles          | États-Unis | Boeing 737-300               | Fairchild Metroliner III               | Atterrissage | 34                  | 30      |
| 22 novembre 1994  | Vol TWA 427 (en)                                       | Aéroport international de Lambert-Saint-Louis  | États-Unis | McDonnell Douglas MD-82      | Cessna 441 Conquest II                 | Décollage    | 2                   | 8       |
| 19 novembre 1996  | Vol United Express 5925                                | Aéroport régional de Quincy                    | États-Unis | Beechcraft 1900C             | Beechcraft King Air A90                | Atterrissage | 14                  | 0       |
| 8 octobre 2001    | Accident de Linate                                     | Aéroport de Milan Linate                       | Italie     | McDonnell Douglas MD-87      | Cessna CitationJet                     | Décollage    | 118 (dont 4 au sol) | 4       |
| 9 juin 2005       | Incursion sur piste à l'aéroport de Logan (en)         | Aéroport international Logan de Boston         | États-Unis | Airbus A330-300              | Boeing 737-300                         | Décollage    | 0                   | 0       |
| 26 mai 2007       | Incursion sur piste à l'aéroport de San Francisco (en) | Aéroport international de San Francisco        | États-Unis | Embraer EMB 120              | Embraer 170                            | Atterrissage | 0                   | 0       |
| 21 janvier 2010   | Vol Cargolux 7933                                      | Aéroport de Luxembourg-Findel                  | Luxembourg | Boeing 747-400               | Camionnette de maintenance de la piste | Atterrissage | 0                   | 1       |
| 20 octobre 2014   | Accident de l'avion de Christophe de Margerie          | Aéroport international de Vnoukovo             | Russie     | Dassault Falcon 50           | Chasse-neige                           | Décollage    | 4                   | 0       |
| 4 avril 2016      | Vol Batik Air 7703                                     | Aéroport Halim-Perdanakusuma                   | Indonésie  | Boeing 737-800               | ATR 42-600                             | Décollage    | 0                   | 0       |
| 18 novembre 2022  | Vol LATAM Perú 2213                                    | Aéroport international Jorge-Chávez            | Pérou      | Airbus A320neo               | Crashtender                            | Décollage    | 2                   | 25      |
| 2 janvier 2024    | Collision de l'aéroport international de Tokyo-Haneda  | Aéroport international de Tokyo-Haneda         | Japon      | Airbus A350-941              | De Havilland Canada Dash 8-300         | Atterrissage | 5                   | 18      |